# Евелін Березін
Евелін Березін (англ. Evelyn Berezin; 1925–2018) — американська вчена, інформатик, винахідниця. Розробила перший в світі комерційний текстовий процесор для комп'ютера, авторка багатьох патентів.

## Біографія
Народилася 12 квітня 1925 року в Нью-Йорку в родині єврейських іммігрантів з Російської імперії (з території сучасної Білорусі).
Навчалася в школі Христофора Колумба у Бронксі. У 1921 році після закінчення школи продовжила навчання в Хантерькому коледжі. Поряд з фізикою приділяла велику увагу економіці. Після початку Другої світової війни отримала стипендію Нью-Йоркського університету. Відвідувала заняття у Політехнічному інституті Нью-Йоркського університету. Одночасно працювала асистентом з реології в дослідницькому відділі International Printing Company (IPI). У 1946 році отримала ступінь бакалавра з фізики.

## Кар'єра
Евелін почала працювати в аспірантурі в Нью-Йоркського університету, отримавши стипендію Комісії з атомної енергії. У 1951 році вона влаштувалася на роботу в Electronic Computer Corporation (ECC) начальником відділу дизайну логіки. Березін стала єдиним співробітником, що займався проєктуванням логіки комп'ютерів у ECC. У 1957 році компанію ECC придбала корпорація Underwood Typewriter Company, яка відома розробкою і виготовленням однойменних друкарських машинок. Евелін продовжила займатися проєктуванням спеціалізованих комп'ютерів, зокрема для офісів армії США. В цьому ж році Евелін Березін перейшла в компанію Teleregister, яка раніше була підрозділом Western Union.
Використовуючи комп'ютери на електронних лампах, Teleregister створила одну з перших систем бронювання авіаквитків «Reservisor». Пізніше, вже використовуючи транзисторну технологію, Березін розробила автоматизовану систему бронювання для авіакомпанії United Airlines, яка на той час стала однією з найбільших комп'ютерних систем бронювання квитків. Також, продовжуючи працювати в Teleregister, створила першу комп'ютеризовану банківську систему.
У 1968 році в Евелін Березін виникла ідея створення текстового процесора для спрощення роботи секретарів, і в 1969 році вона заснувала компанію Redactron Corporation з розробки цього офісного програмного забезпечення. Основний продукт компанії називався «Data Secretary» і зовні виглядав як тумба розміром з невеликий холодильник, не мав екрану і оснащений друкарською машинкою IBM Selectric. У 1976 році Redactron Corporation викупила корпорація Burroughs і перетворила її в підрозділ офісного обладнання. Евелін Березін працювала тут до 1979 року. У 1980 році вона зайняла посаду президента компанії Greenhouse Management Company.
Евелін Березін була удостоєна звання почесного доктора Університету Аделфі і Університет Східного Мічигану, працювала в радах компаній Cigna, Standard Microsystems, Koppers і Datapoint. Також була членом ради фонду Stony Brook Foundation Університету штату Нью-Йорк в Стоуні-Брук, Брукхейвенської національної лабораторії і Інституту Бойса Томпсона. Також була удостоєна декількох премій і введена в низку Залів слави. У 2015 році вона стала членом Музею історії комп'ютерів.

## Особисте життя
Евелін Березін була у шлюбі з Ізраїлем Віленіцем (Israel Wilenitz, 1922—2003), інженером-хіміком. Шлюб тривав 51 рік. Разом вони організували Фонд Ізраїлю Віленіца (Israel Wilenitz Endowment).
Померла від лімфоми 8 грудня 2018 року на Мангеттені.